# 2014 a vasúti közlekedésben
Ez a szócikk a 2014-ben történt vasúti eseményeket mutatja be.

## Események a világban

### Dátumhoz köthető események
- – február 8. – Ketten meghaltak, amikor a pályára omlott sziklák miatt kisiklott a Chemins de fer du Sud de la France Nizzából Digne-les-Bains felé közlekedő járata.[1]
- – február 23. – A Regiotrans vasúttársaság megszünteti a személyforgalmat a Nadab–Ottlaka vasútvonalon.
- – február 28. – Vasútvillamos formájában nyílt újra a személyforgalom előtt 1980-ban bezárt Nantes–Châteaubriant vasútvonal. A 64 km hosszú vonalon az SNCF által üzemeltetett Alstom Citadis Dualis villamosok közlekednek.
- - március 19. – Lengyelországban megkezdte működését a GSM-R rendszer a Legnica–Wegliniec–(Németország) szakaszon. Ez az ország első GSM-R rendszere.[2]
- - április 3. – Elkezdődik Szófiában a központi pályaudvar felújítása.[3]
- - május 30. – Megnyílt Edinburgh első villamosvonala. A 15 km hosszú vonal 15 megállót foglal magába.[4]
- - június 24. – Megnyílt a lengyelországi Toruń város villamoshálózatának újabb szakasza a Kopernikusz Egyetem és Bielany városrész között.[5]
- – június 28. – Megnyílt Grenoble ötödik villamosvonala.[6]
- - június 29. – Újra megnyílt a Felső-Sziléziai Villamos 7 kilométeres bytomi szakasza, amelyen 2008-ban állították le a közlekedést a rossz pályaállapot miatt.[5]

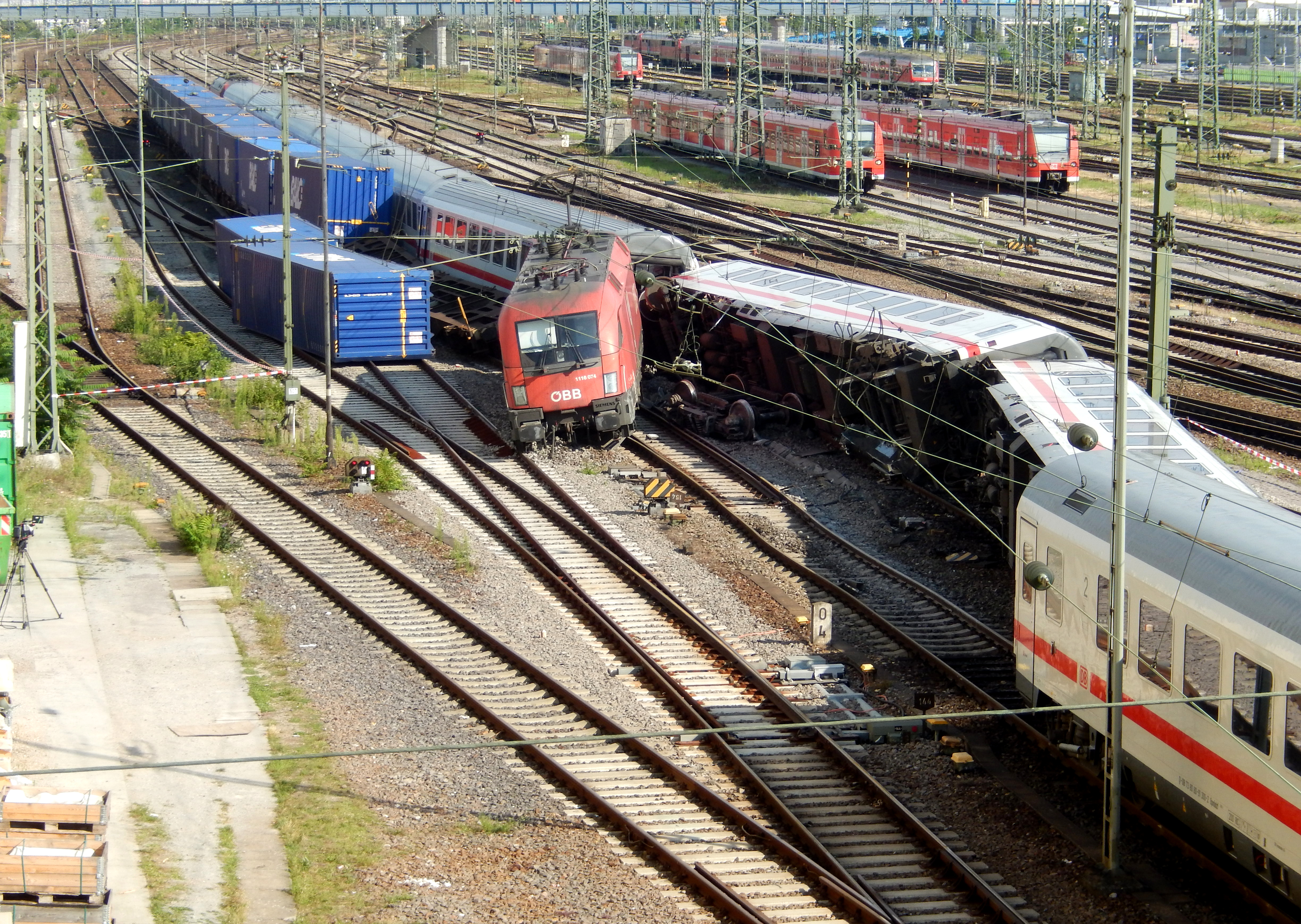
A mannheimi baleset (augusztus 1.)

- - augusztus 1. – Negyvenen könnyebben, öten súlyosan megsérültek Mannheim főpályaudvarán, amikor a Rail Cargo Austria Sopron felé tartó tehervonata oldalról belefutott a Saarbrücken felé tartó 216-os EuroCity vonatba. A tehervonat mozdonya kisiklott, az EuroCity két kocsija felborult.[7]
- - augusztus 13. – Öten sérültek meg súlyosan, amikor egy hegyomlás Tiefencastel közelében a mélybe sodort egy személyvonatot.[8]
- - december 26. – Megindul az utasforgalom a Lancsou–Ürümcsi nagysebességű vasútvonalon, mely az „új selyemút” projekt részeként gyors eljutást biztosít Ürümcsibe.[9]

### Határozatlan dátumú események
- – Teljes pénzügyi összeomlással és hivatalos visszavonásával ért véget a grúz kormány azon terve, amely szerint Tbiliszi központi pályaudvarát és a hozzá vezető vasútvonalakat felszámolták volna, hogy helyükön új városrészeket hozzanak létre. A főváros vasúti forgalmát a környező hegyeken keresztül, a réginél 60 kilométernyivel hosszabb útvonalon akarták elvezetni. Az EBRD által is támogatott terv negyedével csökkentette volna a vasútvonal áteresztő képességét, az új vasútvonal felépítése pedig sokkal több pénzbe került volna, mint amennyi bevétel a pályaudvar területének értékesítéséből származott volna. A projekt összeomlásáig az Tbiliszit keletről elkerülő vasút 35%-ával készültek el.[10][11]

#### Várható események
- – Hessen tartományban várhatóan megnyílik az Alsó-Eder-völgyi vasúti mellékvonal (Untere Edertalbahn). Az 1987-ben felhagyott vasútvonalat a fokozódó utazási igények (idegenforgalom és a környékbeli lakosság) miatt tervezik reaktiválni.[12]
- - Várhatóan júniusban befejeződik az Arad és Kürtös közötti vasútvonal átépítése. A 41 km hosszú vonalat 160 km/h-s sebességre építik át és ETCS-2 vonatbefolyásoló rendszert telepítenek.[13]
- - Városi villamosvasutat épít Olsztyn városa. Az eddig villamos nélküli városban Newag szerelvények közlekednek majd.
- - Szófiában villamosvonallal köti össze a Rilai Szent János Szemináriumot (Софийска духовна семинария Св. Йоан Рилски) a Diákvárossal (Студентски град).[14]

## Események Magyarországon

### Dátumhoz köthető események
- január 1. – A MÁV-TRAKCIÓ Zrt. és a MÁV-GÉPÉSZET Zrt. beolvadt a MÁV-START Zrt.-be.
- január 1. – Murony állomáson kiégett a Bukarestből Budapestre tartó Traianus IC egyik MÁV-START Zrt. által kiállított kocsija. A lángoló jármű megrongálta az újonnan épült perontetőt is.[15][16]
- január 2. – A GYSEV kilenc új mozdony beszerzésére írt ki pályázatot.[17]
- január 8. – Az EBB bejelenti, hogy 250 millió eurós kedvezményes hitelt ad a MÁV hároméves, 2016-ig tartó fejlesztési programjára. A hitelből a 46-os, 41-es, 70-es, 80c, 101-es, 110-es, 116-os, 120-as és a 142-es vonalak infrastruktúráját fejlesztik, illetve hídrehabilitációs programot valósítanak meg.[18]
- január 16. – Megkapta a használatba vételi engedélyt a 4-es metró Fővám téri megállója is, így már csak egy állomás engedélyei hiányoznak.[19]
- január 17. – Forgalomba helyezték a 100-as vasútvonal karcagpusztai felüljáróját. A felüljáróval a megye egyik legveszélyesebb szintbeni útátjáróját váltották ki.[20]
- január 20. – Miskolcon forgalomba állt az első Skoda villamos.[21]
- február 15. – Újabb 15 vasútvonalon vezetik be a regionális tarifát.[22]
- február 16. – Megkezdődött Békéscsaba állomásának átépítése.[23]
- február 26. – Átadják Debrecenben az új 2-es villamos vonalát.[24]

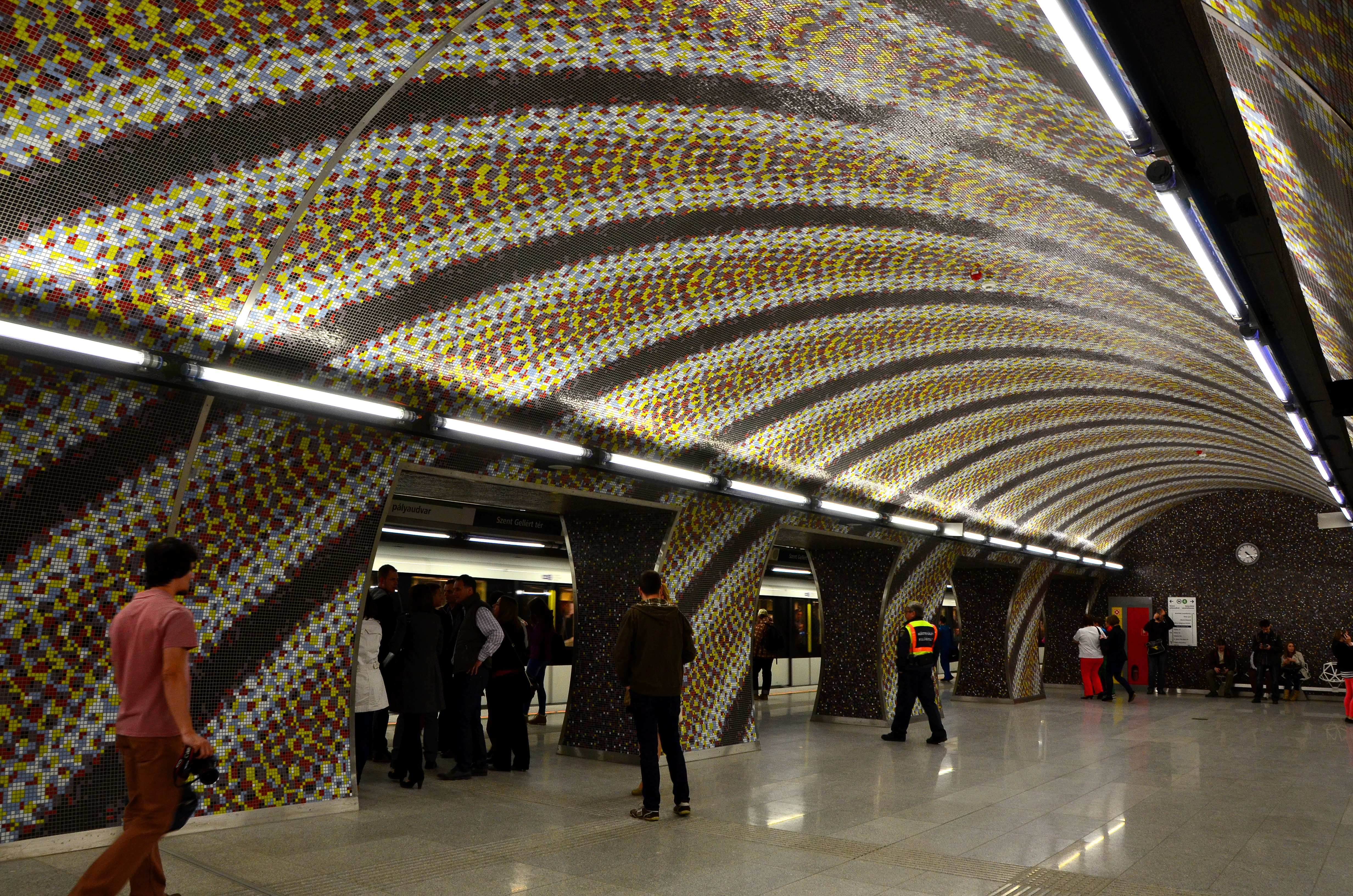
Megnyílt az új budapesti metróvonal

- március 28. – Budapesten átadták az M4-es metróvonalat. Az átadással megnyíltak a Kelenföldi és Keleti pályaudvarokhoz csatlakozó új aluljárórendszerek is.
- március 31. – Megkezdődött a Budapest–Záhony és a Budapest–Lőkösháza vasútvonalak közös, Szolnok–Szajol közötti szakaszának átépítése.[25][26]
- április 6. – Megkezdődött a budapesti Keleti pályaudvar bevezető vágányai fölött húzódó ún. Százlábú híd bontása és újjáépítése.
- április 9. – A GYSEV megkezdi a szombathelyen összefutó vonalainak villamosítását. A megkötött szerződés szerint a 16-os vasútvonal Porpác és Mosonszolnok közötti, illetve a 17-es vonal Szombathely és Zalaszentiván közötti szakaszát villamosítják 2015-re.[27]
- április 9. – Öt összekapcsolt mozdony futamodott meg a GYSEV soproni rendezőpályaudvaráról. A szerelvény Fertőbozig gurult, ahol a mozdonyok megálltak.
- június 10. – Kisiklott a Rail Cargo Hungaria szénszállító tehervonatának négy kocsija Füzesabony közelében. A felborult kocsik elzárták és több száz méter hosszan megrongálták 80-as vasútvonalat.
- június 10. - Megkezdődött a Dombóvár-Kaposvár szakasz átépítésének első üteme Baté és Kaposvár között. A Dombóvár-Kaposvár szakaszt a MÁV saját forrásból újítja fel.
- augusztus 26. – Az SZKT villamos kocsiszínjéből egy villamos megfutamodott, majd a telepen kívül több forgalmas közúti csomóponton is áthaladva 700 métert tett meg a Belváros irányába.
- szeptember 1. – A Siófok és Szántód-Köröshegy állomások közötti vágányzárral kezdetét veszi a Lepsény–Szántód-Köröshegy vasútvonal átépítése.
- szeptember 13. – A MÁV leállította a forgalmat a Rédics-Lenti vonalszakaszon, mert az esőzések megrongálták a pályát. A forgalom november 11-én indult újra.
- szeptember 19. –  A magyar állam visszavásárolta többségi tulajdonrészét a Dunakeszi Járműjavítóban.[28]
- szeptember 22. – A bicskei állomáson kiégett a Nyír-D-Tech M43 sorozatú dízelmozdonya.[29]
- október 21. – Ostffyasszonyfa vasútállomáson kisiklott a MÁV-Start Zrt. személyszállító vonatának négy vasúti kocsija. A megrongálódott kocsik tönkretették az állomás három kitérőjét és vágányait. A balesetet vélhetően az okozta, hogy a vonatot továbbító GYSEV mozdony az állomás előtt egy vaddal ütközött, az ütközés pedig leszakított egy fedelet a mozdony aljáról, amely a sínekre lógott.

### Határozatlan dátumú események
- A MÁV és a GYSEV a svájci Stadler céggel között szerződése értelében megérkeznek az első Flirt motorvonatok. A flotta 48 darabot számlál majd.[30]